# Список награждённых орденом Ленина в 1954 году
Список из награждённых Орденом Ленина в 1954 году.
В их числе одновременно получившие звания Герой Советского Союза и Герой Социалистического Труда.
Постановлениями Президиума Верховного Совета СССР от:

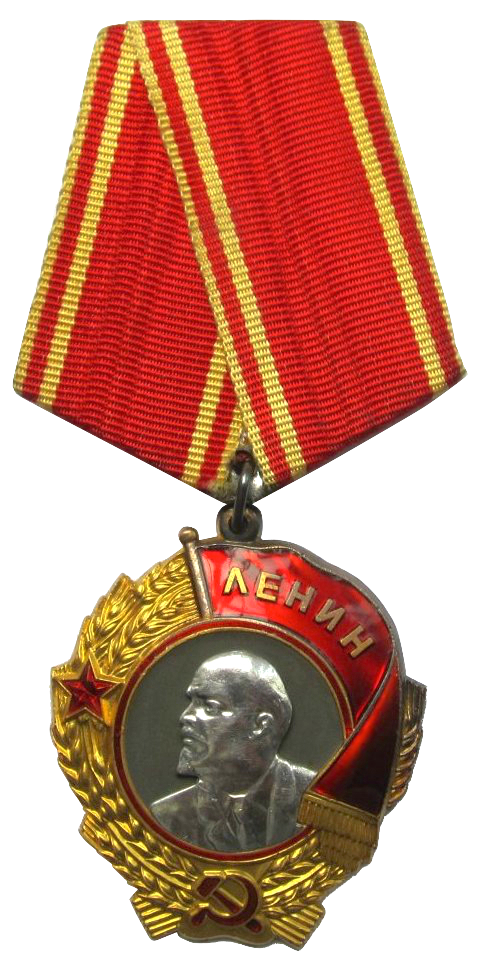
Орден Ленина четвёртого типа (1943—1991)

## Январь

### 15 января
- О награждении учителей школ Карело-Финской ССР

- За выслугу лет и безупречную работу награждены 3 человека

- О награждении работников науки научно-исследовательских институтов Министерства металлургической промышленности СССР

- За выслугу лет и безупречную работу награждён:

- Приданцев, Михаил Васильевич — доктор технических наук, заместитель директора Института стали Центрального института чёрной металлургии

### 18 января
- О награждении работников рыбной промышленности Министерства промышленности продовольственных товаров СССР. За выслугу лет и безупречную работу[5] награждены (10 указов)[6]:

- по Приморскому краю — 1
- объединения «Камчатрыба» и Камчатского отделения Тихоокеанского НИИ рыбного хозяйства и океанографии — 10 работников, в том числе:

1. Алёшкин, Павел Егорович — капитан траулера Управления тралового флота
2. Лаблайкс, Генрих Мартынович — директор Корфского рыбкомбината
3. Раенко, Гаврила Филиппович — директор рыбоконсервного завода Ичинского рыбкомбината

- по Крымской области — 1
- объединения «Мурманрыба» — 8 работников, в том числе:

1. Баев, Павел Ильич — капитан траулера Управления тралового флота
2. Бородулин Георгий Александрович — главный инженер Управления «Мурмансельдь»
3. Голубин Павел Григорьевич — капитан траулера Управления «Мурмансельдь»
4. Тисленко, Георгий Герасимович — начальник Мурманского морского рыбного порта.

- по Сахалинской области — 4 работника, в том числе:

1. Гордейчук, Андрей Васильевич — директор китокомбината «Скалистый»
2. Колбасин, Иван Матвеевич — директор рыбзавода Корсаковского рыбкомбината

- Ханты-Мансийского Госрыбтреста — 2
- Антарктической китобойной флотилии «Слава»:

- Пургин, Афанасий Николаевич — капитан-гарпунер китобойного судна

- по Узбекской ССР — 1
- базы гослова им. Кирова — 1
- по Кзыл-Ординской области — 2

- О награждении работников Дагестанского рыбакколхозсоюза.

- В соответствии с Указами Президиума Верховного Совета СССР от 13 июля 1949 года и 22 ноября 1952 года награждён:

- Зотов, Иван Никифорович — председатель президиума рыбакколхозсоюза

- О награждении управляющего Винницким госрыбтрестом.

- За выслугу лет и безупречную работу награждён

- Рощук, Василий Леонтьевич

### 22 января
- О награждении тов. Максарёва Ю. Е..

- В связи с 50-летием со дня рождения и «отмечая его заслуги в области машиностроения» награждён:

- Максарёв Ю. Е. — заместитель министра транспортного и тяжёлого машиностроения СССР

### 23 января
- О награждении профессора Нейгауза Г. Г..

- За выслугу лет и безупречную работу награждён:

- Нейгауз, Генрих Густавович — профессор Московской государственной консерватории им. П. И. Чайковского

- О награждении учителей школ Грузинской ССР

- За выслугу лет и безупречную работу награждены 100 человек

### 25 января
- О награждении тов. Райзера Д. Я..

- В связи с 50-летием со дня рождения и «отмечая его заслуги в области строительства» награждён:

- Райзер, Давид Яковлевич — первый заместитель министра строительства СССР

### 29 января
- О награждении работников Московского театра Драмы.

- В связи с 30-летием Московского театра Драмы и отмечая «заслуги в области развития советского театрального искусства» награждён:

- Охлопков, Николай Павлович — народный артист СССР, главный режиссёр театра

## Февраль

### 8 февраля
- О присвоении звания Героя Социалистического Труда Тараилову И. В.

- За получение высокого урожая озимой пшеницы в 1952 году «при выполнении подсобным хозяйством плана сдачи государству сельскохозяйственных продуктов и обеспеченности кондиционными семенами всех культур для весеннего сева 1953 года» награждён:

-  Тараилов, Иван Васильевич — управляющий отделением подсобного хозяйства «Молодая Гвардия» МВД СССР в Крымской области.

- О присвоении звания Героя Социалистического Труда Поварёнкову В. К.

- За получение высокого урожая озимой пшеницы в 1952 году «при выполнении совхозом плана сдачи государству сельскохозяйственных продуктов и обеспеченности семенами всех культур для весеннего сева 1953 года» награждён:

-  Поварёнкин, Валентин Кириллович — директор совхоза «Горняк».

- О награждении работников совхоза «Горняк» Министерства совхозов СССР в Ростовской области

- За получение высоких урожаев зерновых культур в целом и достижение высоких показателей на уборке и обмолоте зерновых культур и семян трав в 1952 году награждены — 3 работника.

- О награждении работников конных заводов Министерства совхозов СССР в Ростовской области

- За получение высоких урожаев озимой пшеницы, зерновых культур в целом и достижение высоких показателей на уборке и обмолоте зерновых культур и семян трав в 1952 году награждены — 13.

- О награждении передовиков колхоза «Огородник» (Костромской район Костромской области)

- За достижение высоких показателей в животноводстве в 1952 году награждена — 1.

- О присвоении звания Героя Социалистического Труда передовикам колхоза «Большевик» (Золотоношский район Черкасской области Украинской ССР)

- За достижение высоких показателей в животноводстве в 1952 году «при выполнении колхозом обязательных поставок и контрактации сельскохозяйственной продукции, натуроплаты за работу МТС и плана прироста поголовья по каждому виду продуктивного скота» награждены:

1.  Кириченко, Евдокия Антоновна — доярка
2.  Рева, Надежда Васильевна — доярка

- О награждении передовиков сельского хозяйства Золотоношского района Черкасской области Украинской ССР

- За достижение высоких показателей в животноводстве в 1952 году награждена — 1.

- О присвоении звания Героя Социалистического Труда передовикам сельского хозяйства Сталинской области Украинской ССР

- За получение высокого урожая озимой пшеницы в 1952 году «при выполнении колхозом обязательных поставок сельскохозяйственной продукции и натуроплаты за работу МТС» награждены:

1.  Ломако, Илья Павлович — председатель колхоза имени Розы Люксембург (Старобешевский район)
2.  Пухно, Иван Петрович — бригадир тракторной бригады Старобешевской МТС

- О награждении передовиков сельского хозяйства Сталинской области Украинской ССР

- За получение высоких урожаев озимой пшеницы в 1952 году награждены — 11
- За получение высоких урожаев озимой пшеницы и зерновых культур в целом в 1952 году награждены — 17.

- О награждении работников совхозов Министерства совхозов СССР в Одесской области Украинской ССР

- За получение высоких урожаев озимой пшеницы в 1952 году награждён — 1

- О награждении Овсепяна М. О., старшего конюха колхоза им. Молотова, Артикский район Армянской ССР

- За достижение высоких показателей в коневодстве в 1952 году награждён — 1.

- О награждении врачей и других медицинских работников, работающих в учреждениях Министерства социального обеспечения РСФСР

- За выслугу лет и безупречную работу награждены 10 человек

### 11 февраля
- О награждении тов. Карповой А. С.

- В связи с 70-летием со дня рождения и «отмечая заслуги в области культурного строительства», награждена:

- Карпова, Анна Самойловна — директор Государственного исторического музея.

### 18 февраля
- О награждении тов. Гопнер С. И.

- В связи с 50-летием общественно-политической деятельности и отмечая «активное участие в революционном движении», награждена:

- Гопнер, Серафима Ильинична.

### 20 февраля
- О награждении тов. Косыгина А. Н.

- В связи с 50-летием со дня рождения и отмечая заслуги перед Советским государством, награждён:

- Косыгин, Алексей Николаевич — заместитель Председателя Совета Министров СССР.

- О награждении генерал-полковника Кузнецова Ф. Ф.

- В связи с 50-летием со дня рождения и отмечая заслуги перед Советской Армией, награждён:

- генерал-полковник Кузнецов, Фёдор Федотович.

### 24 февраля
- О награждении народного художника СССР Федоровского Ф. Ф.

- За большие заслуги в области советского изобразительного искусства, в связи с 50-летием творческой деятельности и 70-летием со дня рождения, награждён:

- Федоровский, Фёдор Фёдорович — народный художник СССР.

## Март

### 1 марта
- О награждении работников химико-фармацевтической промышленности. За выслугу лет и безупречную работу[30]награждены[31] (12 указов):

- по городу Москве — 144 работника
- работники Московского химико-фармацевтического завода «Акрихин» — 6
- работники Главного управления медицинской промышленности Министерства здравоохранения — 6
- по городу Ленинграду — 10
- по Кемеровской области — 4
- работники Ростовского химико-фармацевтического завода — 1
- по Свердловской области — 2
- работники Тюменского химико-фармацевтического завода — 1
- работники Казанского химико-фармацевтического завода — 2
- работники Киевского химико-фармацевтического завода им. Ломоносова — 1
- по Харьковской области — 3
- работники Чимкентского химико-фармацевтического завода им. Дзержинского — 6

### 4 марта
- О награждении академика Павловского Е. Н..

- За большие заслуги в развитии советской биологической науки, в связи с 70-летием со дня рождения:

- академик Павловский, Евгений Никанорович

- О награждении писателя Киачели (Шенгелая) Л. М..

- В связи с 70-летием со дня рождения и отмечая его заслуги в области художественной литературы:

- Киачели (Шенгелая) Леон, Михайлович — писатель

### 6 марта
- О награждении работников науки научно-исследовательских институтов Министерства здравоохранения СССР. За выслугу лет и безупречную работу[3] награждены[33]

- по городу Москве — 25 человек, в том числе:

1. Васильев, Пётр Сергеевич — доктор химических наук, заместитель директора Центрального института гематологии и переливания крови
2. Ватрин, Павел Михайлович — кандидат медицинских наук, директор Областного санитарно-гигиенического института
3. Калашник, Яков Михайлович — кандидат медицинских наук, старший научный сотрудник Центрального института судебной психиатрии им. Сербского
4. Мельников, Николай Александрович — доктор медицинских наук, заведующий отделением Центрального института акушерства и гинекологии
5. Разумов, Александр Семёнович — кандидат технических наук, профессор, старший научный сотрудник Института общей и коммунальной гигиены
6. Ревзин, Иосиф Исаакович — кандидат медицинских наук, заведующий лабораторией Центрального института травматологии и ортопедии
7. Степанов, Леонид Григорьевич — кандидат медицинских наук, старший научный сотрудник, директор Центрального института акушерства и гинекологии
8. Цейтлин, Александр Григорьевич — доктор медицинских наук, заведующий отделом организации здравоохранения Педиатрического института
9. Эйнис, Владимир Львович — доктор медицинских наук, заместитель директора Городского туберкулезного института
10. Яльцев, Павел Дмитриевич — доктор медицинских наук, директор Центрального института рентгенологии и радиологии им. Молотова.

- по городу Ленинграду — 9 человек, в том числе:

1. Базилевская, Лидия Сергеевна — доктор медицинских наук, заведующая отделением Института вакцин и сывороток
2. Линников, Мария Андреевна — доктор медицинских наук, заведующая лабораторией Института вакцин и сывороток
3. Серебров, Александр Иванович — доктор медицинских наук, директор Института онкологии
4. Синицкий, Андрей Алексеевич — доктор медицинских наук, заместитель директора Института эпидемиологии, микробиологии и гигиены им. Пастера.

- по Киевской области:

1. Виноградова, Серафима Петровна — доктор медицинских наук, научный руководитель клиники Института охраны материнства и детства
2. Гнедаш, Тимофей Константинович — кандидат медицинских наук, директор Института переливания крови и неотложной хирургии
3. Карышева, Ксения Александровна — доктор медицинских наук, заведующая отделом Дерматовенерологического института
4. Пхакадзе, Александр Лазаревич — кандидат медицинских наук, заведующий отделом Института клинической медицины

- по Харьковской области:

1. Колибаба, Александр Петрович — кандидат медицинских наук, директор Института болезней уха, горла и носа
2. Константинов, Владимир Иванович — доктор медицинских наук, заместитель директора Института охраны материнства и младенчества
3. Милостанов, Николай Николаевича — профессор, заведующий отделом Института переливания крови
4. Шапиро, Дон Давидович — доктор медицинских наук, руководитель сектора Института гигиены труда и профзаболеваний
5. Семерин, Иван Иванович — кандидат медицинских наук, директор Института гигиены труда и профзаболеваний
6. Янов, Николай Михайлович — кандидат медицинских наук, директор Института туберкулеза

- по Одесской области:

1. Аннина-Радченко, Нина Денисовна — кандидат медицинских наук, директор Института сывороток и вакцин им. Мечникова
2. Гринфельд, Александр Абрамович — кандидат медицинских наук, заведующий отделом Института сывороток и вакцин им. Мечникова
3. Филатов, Владимир Петрович — доктор медицинских наук, директор Экспериментального института глазных болезней им. Филатова

- по Узбекской ССР:

- Дюшикян, Амаспюр Хачатуровна — кандидат медицинских наук, старший научный сотрудник Туберкулёзного института.

- по Грузинской ССР — 11 человек, в том числе:

1. Асатиани, Владимир Самсонович — доктор биологических наук, заведующий отделом Химико-фармацевтического института
2. Кутатсладзе, Иовель Григорьевич — доктор биологических наук, директор Химико-фармацевтического института
3. Мачавариани, Семён Николаевич — кандидат медицинских наук, директор Кожно-венерологического института.

- по Азербайджанской ССР:

1. Аббасов, Али Абас оглы — кандидат медицинских наук, директор Офтальмологического института
2. Гасан-Джалалов, Григорий Абрамович — кандидат медицинских наук, старший научный сотрудник Туберкулёзного института
3. Ибрагимбеков, Исфандиар Багирович — кандидат медицинских наук, директор Института переливания крови.

Горожанин Иван Александрович капитан парохода Камского пароходства награждён орденом Ленина от 4 ноября 1953 года за выслугу лет и бузупречную работу.
- О награждении врачей поликлиники Министерства лесной и бумажной промышленности СССР

- За выслугу лет и безупречную работу награждены — 2

### 8 марта
- О награждении профессора Корнилова К. Н..

- В связи с 75-летием со дня рождения и отмечая его заслуги перед Советским государством в области народного образования, награждён:

- профессор Корнилов, Константин Николаевич — заведующий кафедрой психологии Московского государственного педагогического института им. В. И. Ленина

- О присвоении звания Героя Социалистического Труда работникам совхозов Министерства совхозов СССР по Московской области.

- За достижение высоких показателей в животноводстве в 1952 году «при выполнении совхозами плана сдачи государству сельскохозяйственных продуктов и за выполнение и перевыполнение годового плана прироста поголовья по каждому виду продуктивного скота и птицы» награждены:

1.  Касаткина, Александра Петровна — доярка
2.  Кругляк, Иван Иванович — бывший старший зоотехник, ныне директор племенного свиноводческого совхоза «Никоновское»
3.  Кухаренко, Наталья Григорьевна — доярка
4.  Кучер, Ксения Гавриловна — доярка

- О награждении работникам совхозов Министерства совхозов СССР по Московской области.

- За достижение высоких показателей в животноводстве в 1952 году «при выполнении совхозами плана сдачи государству сельскохозяйственных продуктов и за выполнение и перевыполнение годового плана прироста поголовья по каждому виду продуктивного скота и птицы» награждено — 4

### 16 марта
- О присвоении звания Героя Социалистического Труда Диптан О. К., звеньевой колхоза имени Ильича, Васильковский район Киевской области

- За получение высокого урожая сахарной свеклы в 1953 году «при выполнении колхозом обязательных поставок и контрактации сельскохозяйственной продукции, натуроплаты за работу МТС и обеспеченности семенами всех культур для весеннего сева 1954 года» награждён:

-  Диптан, Ольга Климентьевна

- О награждении передовиков колхоза имени Ильича, Васильковский район Киевской области

- За получение высоких урожаев сахарной свеклы в 1953 году награждено — 4

- О награждении врачей и других медицинских работников лечебно-профилактических учреждений Академии наук СССР. За выслугу лет и безупречную работу[34] награждены[35]:

- по городу Москве — 6
- по Московской области — 1

### 27 марта
- О награждении работников науки Академии наук СССР. За выслугу лет и безупречную работу[3] награждены[40]

- по городу Москве:

1. Авдусин, Павел Павлович — доктор геолого-минералогических наук, заведующий лабораторией Института нефти
2. Агеев, Николай Владимирович — член-корреспондент Академии наук СССР, заместитель директора Института металлургии им. Байкова
3. Артоболевский, Иван Иванович — академик, заведующий лабораторией Института машиноведения
4. Асратян, Эзрас Асратович — член-корреспондент Академии наук СССР, директор физиологической лаборатории
5. Афанасьева, Евгения Андреевна — кандидат геолого-минералогических наук, старший научный сотрудник Почвенного института им. Докучаева
6. Баландин, Алексей Александрович — академик, заведующий лабораторией Института органической химии им. Зелинского
7. Баскин, Марк Петрович — кандидат философских наук, старший научный сотрудник Института философии
8. Бах, Наталия Алексеевна — доктор химических наук, заведующая лабораторией Института физической химии
9. Бертельс, Евгений Эдуардович — член-корреспондент Академии наук СССР, заведующий сектором Института востоковедения
10. Блаватский, Владимир Дмитриевич — доктор искусствоведения, заведующий сектором Института истории материальной культуры
11. Блюмин, Израиль Григорьевич — доктор экономических наук, старший научный сотрудник Института экономики
12. Борковский, Виктор Иванович — доктор филологических наук, заместитель директора Института языкознания
13. Бреславец, Лидия Петровна — доктор биологических наук, старший научный сотрудник Института биологической физики
14. Веденеева, Нина Евгеньевна — доктор физико-математических наук, заведующая лабораторией Института кристаллографии
15. Волгин, Вячеслав Петрович — академик, председатель редколлегии серии «Литературные памятники» Академии наук СССР.
16. Вольфкович, Семён Исаакович — академик, заместитель директора Научного института по удобрениям и инсектофунгицидам
17. Воронова, Анна Васильевна — кандидат химических наук
18. Гарбузов, Николай Александрович — доктор искусствоведения, старший научный сотрудник Института истории искусств
19. Ген, Мордух-Исаак Яковлевич — кандидат физико-математических наук, старший научный сотрудник Института химической физики
20. Гольдин, Марк Иосифович — доктор биологических наук, старший научный сотрудник Института микробиологии
21. Григорьев, Андрей Александрович — академик, заведующий отделом Института географии
22. Гудцов, Николай Тимофеевич — академик, заведующий отделом Института металлургии им. Байкова
23. Дикушин, Владимир Иванович — академик, старший научный сотрудник Института машиноведения
24. Дмитриев, Николай Константинович — член-корреспондент Академии наук СССР, заведующий сектором Института языкознания
25. Дружинин, Николай Михайлович — академик, старший научный сотрудник Института истории
26. Ефимов, Алексей Владимирович — член-корреспондент Академии наук СССР, старший научный сотрудник Научно-исследовательского института методов обучения
27. Жирмунский, Виктор Максимович — член-корреспондент Академии наук СССР, старший научный сотрудник Института языкознания
28. Завойский, Евгений Константинович — член-корреспондент Академии наук СССР, начальник сектора Лаборатории измерительных приборов
29. Звягинцев, Орест Евгеньевич — доктор химических наук, заведующий лабораторией Института общей и неорганической химии им. Курнакова
30. Иванов, Дмитрий Дмитриевич — старший научный сотрудник Фундаментальной библиотеки общественных наук
31. Иванова, Мария Зиновьевна — старший научный сотрудник Фундаментальной библиотеки общественных наук
32. Кабачник, Мартин Израилевич — член-корреспондент Академии наук СССР, старший научный сотрудник Института органической химии им. Зелинского
33. Каргин, Валентин Алексеевич — академик, заведующий лабораторией Научно-исследовательский, физико-химического института им. Карпова
34. Келдыш, Мстислав Всеволодович — академик, директор отделения прикладной математики Математического института им. Стеклова
35. Киселёв, Сергей Владимирович — член-корреспондент Академии наук СССР, заведующий сектором Института истории материальной культуры
36. Кобылина, Мария Михайловна — доктор искусствоведения, старший научный сотрудник Института истории материальной культуры
37. Конрад, Николай Иосифович — член-корреспондент Академии наук СССР, старший научный сотрудник Института востоковедения
38. Коровин, Евгений Александрович — член-корреспондент Академии наук СССР, старший научный сотрудник Института права
39. Косминский, Евгений Алексеевич — академик, старший научный сотрудник Института истории
40. Костиков, Алексей Николаевич — член-корреспондент Академии наук СССР, заведующий кафедрой Московский, института инженеров водного хозяйства им. Вильямса
41. Котляревский, Лев Израилевич — доктор медицинских наук, заведующий лабораторией Института высшей нервной деятельности
42. Кочешков, Ксенофонт Александрович — член-корреспондент Академии наук СССР, заведующий лабораторией Научно-исследовательского физико-химического института им. Карпова
43. Крестовников, Валериан Николаевич — кандидат геолого-минералогических наук, старший научный сотрудник Института геологических наук
44. Кружилин, Георгий Никитич — член-корреспондент Академии наук СССР, начальника сектора Лаборатории измерительных приборов
45. Куплетская, Эльза Максимилиановна — доктор reoлого-минералогичеоких наук, старший научный сотрудник Института геологических наук
46. Курдюмов, Георгий Вячеславович — академик, директор Института металловедения и физики металлов Центрального научно-исследовательского института чёрной металлургии
47. Кучкин, Андрей Павлович — доктор исторических наук, старший научный сотрудник Института истории
48. Лабунцева, Екатерина Евтихиевна — доктор геолого-минералогических наук, старшего научный сотрудник Института геологических наук
49. Лебедев, Сергей Алексеевич — академик, директор Института точной механики и вычислительной техники
50. Леммлейн, Георгий Глебович — доктор геолого-минералогических наук, заведующий лабораторией Института кристаллографии
51. Матвеев, Виктор Кондратьевич — кандидат химических наук, старший научный сотрудник Института органической химии им. Зелинского
52. Медведев, Сергей Сергеевич — член-корреспондент Академии наук СССР, заместитель директора Научно-исследовательского физико-химического института им. Карпова
53. Одинг, Иван Августович — член-корреспондент Академии наук СССР, заведующий лабораторией Института металлургии им. Байкова
54. Пажитнов, Константин Алексеевич — член-корреспондент Академии наук СССР, старший научный сотрудник Института экономики
55. Пассек, Татьяна Сергеевна — доктор исторических наук, старший научный сотрудник Института истории материальной культуры
56. Пиотровский, Владимир Феликсович — профессор, старший научный сотрудник Лаборатории озероведения
57. Поляков, Юрий Алексеевич — кандидат сельскохозяйственных наук, старший научный сотрудник Почвенного института им. Докучаева
58. Поспелов, Николай Семенович — кандидат филологических наук, старший научный сотрудник Института языкознания
59. Потёмкин, Фёдор Васильевич — доктор исторических наук, заведующий сектором Института истории
60. Ребиндер, Пётр Александрович — академик, заведующий отделом Института физической химии
61. Русинов, Владимир Сергеевич — доктор биологических наук, заведующий лабораторией Института высшей нервной деятельности
62. Седов, Леонид Иванович — академик, профессор Московского государственного университета им Ломоносова
63. Селецкая, Людмила Иосифовна — кандидат биологических наук, старший научный сотрудник Института биологической физики
64. Сивков, Константин, Васильевич — доктор исторических наук, старший научный сотрудник Института истории.
65. Соколов, Глеб Александрович — доктор геолого-минералогических наук, заведующий отделом Института геологических наук
66. Трахтенберг, Иосиф Адольфович — академик, старший научный сотрудник Института экономики
67. Третьяков, Пётр Николаевич — доктор исторических наук, директор Института славяноведения
68. Удальцов, Александр Дмитриевич — член-корреспондент Академии наук СССР, директор Института истории материальной культуры
69. Чаадаева, Ольга Нестеровна — кандидат исторических наук, старший научный сотрудник Института истории
70. Чайлахян, Михаил Христафорович — доктор биологических наук, исполняющего обязанности заведующий лабораторией Института физиологии растений им. Тимирязева
71. Черняев, Илья Ильич — академик, директор Института общей и неорганической химии им. Курнакова.

- по городу Ленинграду:

1. Аглинцев, Константин Константинович — доктор технических наук, заведующий лабораторией Радиевого института им. Хлопина
2. Бельчиков, Николай Федорович — член-корреспондент Академии наук СССР, директор Института русской литературы
3. Боровков, Александр Константинович — кандидат филологических наук, старший научный сотрудник Института востоковедения
4. Бунак, Виктор Валерианович — доктор биологических наук, старший научный сотрудник Института этнографии им. Миклухо-Маклая
5. Весёлкин, Николай Васильевич — доктор биологических наук, старший научный сотрудник Института физиологии им. Павлова
6. Воано, Владимир Густавович — кандидат технических наук, старший научный сотрудник Института химии силикатов
7. Гринберг, Георгий Абрамович — член-корреспондент Академии наук СССР, заведующий лабораторией Физико-технического института
8. Делов, Всеволод Ефремович — кандидат биологических наук, заведующий лабораторией Института физиологии им. Павлова
9. Дмитриева, София Александровна — кандидат биологических наук, старший научный сотрудник Института физиологии им. Павлова
10. Добрецов, Леонтий Николаевич — доктор физико-математических наук, заведующий лабораторией Физико-технического института
11. Елисеев, Николай Александрович — член-корреспондент Академии наук СССР, старший научный сотрудник Лаборатории геологии докембрия
12. Жданов, Александр Павлович — доктор физико-математических наук, заведующий лабораторией Радиевого института им. Хлопина
13. Зарубин, Иван Иванович — доктор филологических наук, старший научный сотрудник Института языкознания
14. Зверев, Митрофан Степанович — член-корреспондент Академии наук СССР, заместитель директора Главной астрономической обсерватории.
15. Итина, Нина Азаровна — кандидат биологических наук, старший научный сотрудник группы индивидуальных работ академика Орбели
16. Карапетян, Елена Александровна — кандидат биологических наук, младший научный сотрудник Института физиологии им. Павлова
17. Келер, Эдгар Карлович — доктор технических наук, заведующий лабораторией Института химии силикатов
18. Колосов, Николай Григорьевич — доктор медицинских наук, заведующий лабораторией Института физиологии им. Павлова
19. Корякина, Валентина Фёдоровна — кандидат биологических наук, старший научный сотрудник Ботанического института им. Комарова
20. Косинская, Екатерина Константиновна — кандидат биологических наук, старший научный сотрудник Зоологического института
21. Красногорский, Николай Иванович — доктор медицинских наук, заведующий лабораторией Института физиологии им. Павлова
22. Крепс, Евгений Михайлович — член-корреспондент Академии наук СССР, заведующий лабораторией Института физиологии им. Павлова
23. Крылов, Леонид Николаевич — кандидат биологических наук, старший научный сотрудник Института физиологии им. Павлова
24. Крышова-Изнар, Нина Александровна — доктор медицинских наук, заведующая сектором Института физиологии им. Павлова
25. Кюнер, Николай Васильевич — доктор исторических наук, старший научный сотрудник Института этнографии им. Миклухо-Маклая
26. Лейбсон, Лев Германович — кандидат биологических наук, старший научный сотрудник Института физиологии им. Павлова
27. Лукирский, Пётр Иванович — академик, заведующий отделом Радиевого института им. Хлопина
28. Майоров, Фёдор Петрович — доктор медицинских наук, заведующий лабораторией Института физиологии им. Павлова.
29. Марков, Андрей Андреевич — член-корреспондент Академии наук СССР, заведующий сектором Ленинградского отделения Математического института им. Стеклова
30. Неуструева-Кнорринг, Ольга Эвертовна — кандидат биологических наук, старший научный сотрудник Ботанического института им. Комарова
31. Обручев, Сергей Владимирович — член-корреспондент Академии наук СССР, старший научный сотрудник Лаборатории геологии докембрия
32. Перетц, Варвара Павловна — член-корреспондент Академии наук СССР, заведующая сектором Института русской литературы
33. Петрунькин, Анна Михайловна — доктор медицинских наук, и. о. заведующего лабораторией Института физиологии им. Павлова
34. Пиксанов, Николай Кирьякович — член-корреспондент Академии наук СССР, старший научный сотрудник Института русской литературы
35. Полканов, Александр Алексеевич — академик, директор Лаборатории геологии докембрия
36. Попов, Борис Николаевич — доцент, преподаватель кафедры иностранных языков Ленинградского отделения управления подготовки научных кадров Академии наук СССР
37. Пояркова, Антонина Ивановна — кандидат биологических наук, старший научный сотрудник Ботанического института им. Комарова
38. Ратнер, Александр Хацкелевич (Петрович) — доктор химических наук, заведующий лабораторией Радиевого института им. Хлопина
39. Рубцов, Иван Антонович — доктор биологических наук, старший научный сотрудник Зоологического института
40. Савич, Всеволод Павлович — доктор биологических наук, заведующий отделом Ботанического института им. Комарова
41. Сазонтов, Василий Иванович — доктор медицинских наук, заведующий сектором Института физиологии им. Павлова
42. Сочава, Виктор Борисович — доктор биологических наук, заведующий сектором Ботанического института им. Комарова
43. Сперанская, Екатерина Николаевна — доктор медицинских наук, заведующая лабораторией Института физиологии им. Павлова
44. Степанов, Александр Васильевич — доктор физико-математических наук, старший научный сотрудник Физико-технического института
45. Тарле, Евгений Викторович — академик, старший научный сотрудник Института истории.
46. Тетяева, Мария Борисовна — кандидат биологических наук, старший научный сотрудник группы индивидуальных работ академика Орбели
47. Тонких, Анна Васильевна — доктор биологических наук, заведующая лабораторией Института физиологии им. Павлова
48. Тревер, Камилла Васильевна — член-корреспондент Академии наук СССР, старший научный сотрудник Института истории материальной культуры
49. Тучкевич, Владимир Максимович — кандидат физико-математических наук, заведующий сектором Физико-технического института
50. Шенников, Александр Петрович — член-корреспондент Академии наук СССР, старший научный сотрудник Ботанического института им. Комарова
51. Шипчинский, Николай Валерианович — доктор биологических наук, старший научный сотрудник Ботанического института им. Комарова
52. Яхонтова, Наталия Сергеевна — кандидат физико-математических наук, заведующая отделом Института теоретической астрономии.

- по другим городам и регионам:

1. Амиранашвили, Шалва Ясонович — член-корреспондент Академии наук СССР, профессор Тбилисского государственного университета им. Сталина
2. Архангельский, Сергей Иванович — член-корреспондент Академии наук СССР, профессор Горьковского государственного университета
3. Буш, Елизавета Александровна — доктор биологических наук, старший научный сотрудник Юго-Осетинского горно-лугового стационара Ботанического института им. Комарова
4. Вахрушев, Георгий Васильевич — доктор геолого-минералогических наук, председатель Президиума Башкирского филиала Академии наук СССР
5. Воробьёв, Николай Иосифович — доктор исторических наук, заместитель директора Института языка, литературы, истории Казанского филиала Академии наук СССР
6. Гусев, Виталий Павлович — кандидат сельскохозяйственных наук, старший научный сотрудник Крымского филиала Академии наук СССР.
7. Козо-Полянский, Борис Михайлович — член-корреспондент Академии наук СССР, заведующий кафедрой Воронежского государственного университета
8. Кузнецов, Владимир Дмитриевич — член-корреспондент Академии наук СССР, заведующий кафедрой Томского государственного университета им. Куйбышева
9. Никитина, Еннафа Васильевна — кандидат биологических наук, заведующая лабораторией Института ботаники и растениеводства
10. Плюснин, Василий Григорьевич — кандидат химических наук, заведующий отделом Уральского филиала Академии наук СССР
11. Правдин, Иван Фёдорович — доктор биологических наук, заведующий сектором Института биологии
12. Рыбин, Владимир Алексеевич — доктор биологических наук, заведующий отделом Крымского филиала Академии наук СССР
13. Яковлева, Эмилия Сергеевна — кандидат физико-математических наук, старший научный сотрудник Института физики металлов.

- О награждении работников науки Министерства угольной промышленности СССР

- За выслугу лет и безупречную работу награждены

1. Зильберглейт, Авраам Пинхос-Борохович — кандидат технических наук, старший научный сотрудник Донецкого научно-исследовательского угольного института
2. Селезнёв, Андрей Иванович — кандидат технических наук, начальник станции взрывных работ Макеевского научно-исследовательского института

- О награждении врачей и других медицинских работников, работающих в учреждениях Министерства социального обеспечения РСФСР

- За выслугу лет и безупречную работу награждены 10 человек

- О награждении врачей и других медицинских и фрамацевтических работников Министерства здравоохранения СССР. За выслугу лет и безупречную работу[42] награждены[43] (3 Указа, 220 работников):

- по городу Москве — 93
- по Московской области — 95
- по Алтайскому краю — 1
- по Архангельской области — 2
- по Балашовской области — 2
- по Владимирской области — 8
- по Воронежской области — 3
- по Ивановской области — 2
- по Иркутской области — 3
- по Калиниской области — 19
- по Каменской области — 1
- по Куйбышевской области — 2
- по Куйбышевской области — 3
- по Ленинградской области — 1
- по городу Ленинграду — 6
- по Липецкой области — 4
- по Молотовской области — 2
- по Мурманской области — 1
- по Ростовской области — 3
- по Рязанской области — 2
- по Саратовской области — 12
- по Свердловской области — 11
- по Тамбовской области — 6
- по Тульской области — 2
- по Ульяновской области — 1
- по Челябинской области — 7
- по Ярославской области — 23
- по Дагестанской АССР — 1
- по Удмуртской АССР — 4

- О награждении врачей и других медицинских и фрамацевтических работников Четвёртого управления Министерства здравоохранения СССР.

- За выслугу лет и безупречную работу награждено — 10

- О награждении врачей и других медицинских работников Академии медицинских наук СССР.

- За выслугу лет и безупречную работу награждено — 8

- О награждении врачей и других медицинских и фрамацевтических работников Министерства здравоохранения СССР по Украинской ССР. За выслугу лет и безупречную работу[42] награждены (155 работников)[46]:

- по Житомирской области — 10
- по Запорожской области — 1
- по Хмельницкой области — 1
- по городу Киеву — 34
- по Киевской области — 6
- по Кировоградской области — 2
- по Крымской области — 3
- по Львовской области — 1
- по Николаевской области — 7
- по Одесской области — 42
- по Полтавской области — 8
- по Сталинской области — 10
- по Сумской области — 4
- по Тернопольской области — 1
- по Харьковской области — 16
- по Херсонской области — 1
- по Черкасской области — 5
- по Черниговской области — 3

- О награждении врачей и других медицинских работников Министерства здравоохранения СССР по Белорусской ССР.

- За выслугу лет и безупречную работу награждено — 3 работника

- О награждении врачей и других медицинских и фрамацевтических работников Министерства здравоохранения СССР по Узбекской ССР. За выслугу лет и безупречную работу[42] награждены (18 работников)[48]:

- по Андижанской области — 3
- по Бухарской области — 6
- по Ташкентской области — 9

- О награждении врачей и других медицинских и фрамацевтических работников Министерства здравоохранения СССР по Казахской ССР. За выслугу лет и безупречную работу[42] награждены (12 работников)[49]:

- по Алма-Атинской области — 1
- по Актюбинской области — 2
- по Гурьевской области — 2
- по Джамбульской области — 3
- по Северо-Казахстанской области — 2
- по Талды-Курганской области — 2

- О награждении врачей и других медицинских и фрамацевтических работников Министерства здравоохранения СССР. За выслугу лет и безупречную работу[42] награждены (4 Указа, 89 работников)[50]

- по Грузинской ССР — 74
- по Абхазской АССР — 3
- по Аджарской АССР — 11
- по Юго-Осетинской автономной области — 1

- О награждении врачей и других медицинских и фрамацевтических работников Министерства здравоохранения СССР по Азербайджанской ССР.

- За выслугу лет и безупречную работу награждено — 14 работников

- О награждении врачей и других медицинских и фрамацевтических работников Министерства здравоохранения СССР по Литовской ССР.

- За выслугу лет и безупречную работу награждено — 7 работников

- О награждении врачей и других медицинских работников Министерства здравоохранения СССР по Латвийской ССР.

- За выслугу лет и безупречную работу награждено — 6 работников

- О награждении врачей и других медицинских и фрамацевтических работников Министерства здравоохранения СССР по Киргизской ССР. За выслугу лет и безупречную работу[42] награждены (6 работников)[54]:

- по Джалал-Абадской области — 2
- по Фрунзенской области — 4

- О награждении врачей и других медицинских работников Министерства здравоохранения СССР по Таджиской ССР.

- За выслугу лет и безупречную работу награждено — 6 работников

- О награждении врачей и других медицинских и фрамацевтических работников Министерства здравоохранения СССР по Армянской ССР.

- За выслугу лет и безупречную работу награждено — 25 работников

- О награждении врачей и других медицинских работников Министерства здравоохранения СССР по Туркменской ССР. За выслугу лет и безупречную работу[42] награждены (4 работника)[57]:

- по Ашхабадской области — 3
- по Чарджоуской области — 1

- О награждении врачей и других медицинских и фрамацевтических работников Министерства здравоохранения СССР по Эстонской ССР.

- За выслугу лет и безупречную работу награждено — 3 работника

- О награждении врачей и других медицинских и фрамацевтических работников Министерства здравоохранения СССР по Карело-Финской ССР.

- За выслугу лет и безупречную работу награждено — 2 работника

### 31 марта
- О награждении специалистов и руководящих работников животноводства Министерства сельского хозяйства СССР. За выслугу лет и безупречную работу[18]награждены по РСФСР[60]:

- по Амурской области — 1
- по Балашовской области — 1
- по Вологодской области — 2
- по Воронежской области — 2
- по Горьковской области — 1
- по Ивановской области — 2
- по Московской области — 4
- по Пензенской области — 1
- по Ростовской области — 3
- по Смоленской области — 1
- по Тамбовской области — 2
- по Тюменской области — 2
- по Ярославской области — 1

- О награждении специалистов и руководящих работников животноводства Министерства сельского хозяйства СССР. За выслугу лет и безупречную работу[18]награждены по Украинской ССР[61]:

- по Винницкой области — 1
- по Киевской области — 1
- по Черниговской области — 1

- О награждении специалистов и руководящих работников животноводства Министерства сельского хозяйства СССР. За выслугу лет и безупречную работу[18]награждены[62]:

- по Киргизской ССР — 1

## Апрель

### 5 апреля
- О награждении работников науки научно-исследовательских учреждений Академии наук Азербайджанской ССР.

- За выслугу лет и безупречную работу награждены

- Ульянищев, Валерий Иванович — доктор биологических наук, заведующий отделом Института ботаники.

- О награждении работников науки научно-исследовательских учреждений Академии наук Латвийской ССР.

- За выслугу лет и безупречную работу награждены

1. Зутис, Ян Яковлевич — член-корреспондент Академии наук СССР, заведующий сектором Института истории и материальной культуры
2. Калниньш, Арвид Иванович — действительный член Академии наук Латвийской ССР, директор Института лесохозяйственных проблем
3. Пейве, Ян Вольдемарович — член-корреспондент Академии наук СССР, президент Академии наук Латвийской ССР
4. Эндзелинс, Ян Марцевич — член-корреспондент Академии наук СССР, заведующий отделом Института языка и литературы

### 6 апреля
- О награждении специалистов и руководящих работников сельского хозяйства, работающих в области животноводства в системе Министерства промышленности продовольственных товаров сельского хозяйства СССР.

- За выслугу лет и безупречную работунаграждены — 2

- О награждении врачей и других медицинских и фрамацевтических работников лечебно-профилактических учреждения Гражданского воздушного флота СССР.

- За выслугу лет и безупречную работу награждено — 7

### 14 апреля
- О награждении работников науки НИИ Министерства нефтяной промышленности СССР.

- За выслугу лет и безупречную работу награждён

- Баранов, Владимир Сергеевич — доктор технических наук, начальник лаборатории Грозненского нефтяного НИИ по добыче нефти.

- О награждении работников науки инистерства нефтяной промышленности СССР. За выслугу лет и безупречную работу[3] награждены[67]

- по городу Москве

1. Карасёв, Михаил Семёнович — кандидат геолого-минералогических наук, руководитель темы Всесоюзного научно-исследовательского геологоразведочного нефтяного института (ВНИГНИ).
2. Кочмарёв, Андрей Трофимович — старший научный сотрудник, начальник отдела научно-исследовательских организаций технического управления.
3. Требин, Фома Андреевич — доктор технических наук, директор Всесоюзного нефтегазового и научно-исследовательского института (ВНИИ).
4. Царевич, Константин Алексеевич — кандидат технических наук, руководитель лаборатории ВНИИ.

- по городу Ленинграду

1. Горская, Александра Ивановна — кандидат химических наук, старший научный сотрудник Всесоюзного нефтяного научно-исследовательского геологоразведочного института (ВНИГРИ)
2. Двали, Михаил Фёдорович — доктор геолого-минералогических наук, начальник отдела ВНИГРИ
3. Иванчук, Пётр Климентьевич — доктор геолого-минералогических наук, директор ВНИГРИ
4. Назаров, Сергей Александрович — кандидат химических наук, старший научный сотрудник НИИ по переработке нефти и получению искусственного жидкого топлива.

## Май

### 3 мая
- О награждении работников науки научно-исследовательских учреждений Академии наук Украинской ССР. За выслугу лет и безупречную работу[3] награждены[68]:

- по городу Киеву:

1. Бабко, Анатолий Кириллович — доктор химических наук, заведующий лабораторией Института общей и неорганической химии
2. Белянкин, Фёдор Павлович — доктор технических наук, директор Института строительной механики
3. Власюк, Пётр Антонович — доктор сельскохозяйственных наук, руководитель лаборатории Института физиологии растений и агрохимии
4. Головин, Павел Васильевич — доктор технических наук, заведующий лабораторией Института органической химии
5. Горев, Николай Николаевич — доктор медицинских наук, руководитель лаборатории Института физиологии им. Богомольца
6. Городецкий, Алексей Афанасьевич — доктор медицинских наук, руководитель лаборатории Института физиологии им. Богомольца
7. Дроботько, Виктор Григорьевич — доктор биологических наук, директор Института микробиологии
8. Доброхотов, Николай Николаевич — доктор технических наук, заведующий отделом Института чёрной металлургии
9. Душечкин, Александр Иванович — доктор сельскохозяйственных наук, директор Института физиологии растений и агрохимии
10. Зеров, Дмитрий Константинович — доктор биологических наук, директор Института ботаники
11. Зосимович, Дмитрий Павлович — кандидат технических наук, заведующий лабораторией Института общей и неорганической химии
12. Кавецкий, Ростислав Евгеньевич — доктор медицинских наук, руководитель лаборатории Института физиологии им. Богомольца
13. Касьяненко, Владимир Григорьевич — доктор биологических наук, директор Института зоологии
14. Киприанов, Андрей Иванович — доктор химических наук, директор Института органической химии
15. Клоков, Михаил Васильевич — доктор биологических наук, старший научный сотрудник Института ботаники.
16. Колпаков, Евгений Викторович — доктор биологических наук, старший научный сотрудник Института физиологии им. Богомольца
17. Корецкий, Владимир Михайлович — доктор юридических наук, заведующий сектором государства и права Академии наук
18. Корноухов, Николай Васильевич — доктор технических наук, заведующий отделом Института строительной механики
19. Котов, Михаил Иванович — доктор биологических наук, заведующий отделом Института ботаники
20. Кузнецов, Владимир Иванович — кандидат химических наук, заведующий лабораторией Института теплоэнергетики
21. Луговцов, Максим Власович — доктор технических наук, заведующий отделом Института черной металлургии
22. Медведева, Нина Борисовна — доктор медицинских наук, старший научный сотрудник Института физиологии им. Богомольца
23. Новик, Екатерина Иосифовна — доктор геолого-минералогичеcких наук, заведующая лабораторией Института геологических наук
24. Першин, Павел Николаевич — доктор экономических наук, заведующий отделом Института экономики
25. Пидопличко, Николай Макарович — кандидат биологических наук, заведующий отделом Института микробиологии
26. Поляков, Михель Вольфович — доктор химических наук, старший научный сотрудник Института физической химии
27. Прихотько, Антонина Фёдоровна — доктор физико-математических наук, заведующая отделом Института физики
28. Протопопов, Виктор Павлович — доктор медицинских наук, руководитель отдела Института физиологии им. Богомольца
29. Семененко, Николай Пантелеймонович — доктор геолого-минералогических наук, заведующий отделом Института геологических наук
30. Смирнова-Замкова, Александра Ивановна — доктор медицинских наук, руководитель лаборатории Института физиологии им. Богомольца
31. Сухомел, Георгий Иосифович — доктор технических наук, директор Института гидрологии и гидротехники
32. Тимофеевский, Александр Дмитриевич — доктор медицинских наук, руководитель лаборатории Института физиологии им. Богомольца
33. Хильченко, Антон Ерофеевич — кандидат биологических наук, старший научный сотрудник Института физиологии им. Богомольца
34. Хренов, Константин Константинович — доктор технических наук, заведующий лабораторией Института электротехники
35. Шилов, Евгений Алексеевич — доктор химических наук, заведующий лабораторией Института органической химии
36. Штокало, Иосиф Захарьевич — доктор физико-математических наук, старшего научного Сотрудника Института математики
37. Янковский, Всеволод Дмитриевич — доктор медицинских наук, старший научный сотрудник Института физиологии им. Богомольца
38. Яснопольский, Леонид Николаевич — доктор экономических наук, старший научный сотрудник Института экономики

- по городу Харькову:

1. Вальтер, Антон Карлович — доктор физико-математических наук, заместитель директора физико-технического института
2. Проскура, Георгий Фёдорович — доктор технических наук, директор лаборатории проблем быстроходных машин и механизмов Академии наук
3. Синельников, Кирилл Дмитриевич — доктор физико-математических наук, директор Физико-технического института
4. Усиков, Александр Яковлевич — кандидат физико-математических наук, заведующий отделом Физико-технического института

- по городу Львову:

1. Вялов, Олег Степанович — доктор геолого-минералогических наук, заведующий отделом Института геологии полезных ископаемых
2. Порфирьев, Владимир Борисович — доктор геолого-минералогических наук, директор Института геологии полезных ископаемых.

- О награждении врачей и других медицинских работников курортов, санаториев и домов отдыха профсоюзов.

- За выслугу лет и безупречную работу награждено — 22

### 19 мая
- О награждении работников науки Всесоюзного НИИ минерального сырья Министерства геологии и охраны недр СССР.

- За выслугу лет и безупречную работу награждены — 4

- О награждении работников науки Грузинского отделения Всесоюзного НИИ минерального сырья Министерства геологии и охраны недр.

- За выслугу лет и безупречную работу награждены — 2:

- О награждении работников науки научно-исследовательских институтов Министерства геологии и охраны недр СССР по городу Ленинграду

- За выслугу лет и безупречную работу награждены — 9, в том числе:

1. Огнев, Василий Николаевич — доктор геолого-минералогических наук, начальник экспедиции Всесоюзного научно-исследовательского геологического института.
2. Толстихина, Матильда Моисеевна — доктор геолого-минералогических наук, начальник отдела Всесоюзного научно-исследовательского геологического института.

- О награждении работников науки научно-исследовательских учреждений Министерства промышленности продовольственных товаров СССР

- За выслугу лет и безупречную работу награждены — 2

- О награждении работников науки научно-исследовательских институтов охраны труда ВЦСПС

- За выслугу лет и безупречную работу награждены:

1. Бромлей, Михаил Фёдорович — кандидат технических наук, старший научный сотрудник ВНИИ охраны труда ВЦСПС, г. Москва
2. Ворохобин, Иван Григорьевич — кандидат биологических наук, заведующий лабораторией ВНИИ охраны труда ВЦСПС, г. Ленинград
3. Кучерук, Викторин Владимирович — кандидат технических наук, заведующий лабораторией ВНИИ охраны труда ВЦСПС, г. Москва
4. Якобсон, Марк Иосифович — доктор медицинских наук, старший научный сотрудник ВНИИ охраны труда ВЦСПС, г. Москва

- О награждении врачей и других медицинских и фрамацевтических работников Министерства нефтяной промышленности СССР.

- За выслугу лет и безупречную работу награждено — 2

- О награждении врачей и других медицинских работников лечебно-профилактических учреждения Министерства угольной промышленности СССР.

- За выслугу лет и безупречную работу награждён — 1

- О награждении рабочих ведущих профессий, руководящих и инженерно-технических работников торфяной промышленности Министерства электростанций СССР. За выслугу лет и безупречную работу[77] награждены (14 указов, 316 орденов)[78]:

- по Московской области — 158
- по Ленинградской области — 16
- по Горьковской области — 54
- по Ивановской области — 30
- по Калининской области — 17
- по Свердловской области — 5
- по Владимирской области — 15
- по Ярославской области — 7
- по Кировской области — 2
- по Костромской области — 2
- по Минской области — 1
- по Проектному институту «Гипроторф» — 5
- по Ленинградскому филиалу ПИ «Гипроторф» — 3
- по тресту «Литгосторф» — 1

### 21 мая
- О награждении работников ведущих профессий, высшего, старшего и среднего состава Министерства связи СССР. За выслугу лет и безупречную работу[79] награждены (79 Указов, 3174 ордена):

- по Центральному телеграфу — 203
- по Управлению Московской городской телефонной сети — 187
- по Московскому почтамту — 252
- по Центральному аппарату Министерства связи СССР — 110
- по Московскому управлению перевозки почт — 139
- по Московской области — 152
- по Владимирской области — 53
- по Ивановской области — 49
- по Ярославской области — 70
- по Костромской области — 31
- по Рязанской области — 53
- по Тульской области — 44
- по Орловской области — 22
- по Курской области — 27
- по Воронежской области — 38
- по Тамбовской области — 41
- по Липецкой области — 11
- по Белгородской области — 10
- по городу Ленинграду — 47
- по Ленинградской области — 211
- по Псковской области — 16
- по Новгородской области — 28
- по Мурманской области — 29
- по Архангельской области — 32
- по Вологодской области — 42
- по Коми АССР — 13
- по Смоленской области — 35
- по Калининской области — 63
- по Великолукской области — 14
- по Брянской области — 13
- по Калужской области — 14
- по Калининградской области — 6
- по Горьковской области — 106
- по Кировской области — 53
- по Марийской АССР — 13
- по Арзамасской области — 41
- по Чувашской АССР — 7
- по Мордовской АССР — 32
- по Татарской АССР — 23
- по Пензенской области — 39
- по Ульяновской области — 19
- по Куйбышевской области — 83
- по Саратовской области — 46
- по Сталинградской области — 29
- по Астраханской области — 22
- по Балашовской области — 16
- по Ростовской области — 36
- по Каменской области — 4
- по Краснодарскому краю — 39
- по Ставропольскому краю — 28
- по Грозненской области — 10
- по Кабардинской АССР — 2
- по Северо-Осетинской АССР — 14
- по Дагестанской АССР — 9
- по Молотовской области — 40
- по Свердловской области — 60
- по Челябинской области — 21
- по Чкаловской области — 42
- по Башкирской АССР — 37
- по Удмуртской АССР — 16
- по Кургунской области — 7
- по Тюменской области — 18
- по Омской области — 33
- по Новосибирской области — 30
- по Томской области — 14
- по Кемеровской области — 7
- по Алтайскому краю — 8
- по Красноярскому краю — 20
- по Тувинской АО — 1
- по Иркутской области — 38
- по Бурят-Монгольской АССР — 7
- по Читинской области — 16
- по Якутской АССР — 46
- по Хабаровскому краю — 29
- по Камчатской области — 7
- по Нижне-Амурской области — 10
- по Приморскому краю — 29
- по Амурской области — 14
- по Сахалинской области — 18

- О награждении работников ведущих профессий, высшего, старшего и среднего состава Министерства связи СССР. За выслугу лет и безупречную работу[79] награждены (70 Указов, 799 орденов):

— по Украинской ССР:
- по городу Киеву — 22
- по Киевской области — 3
- по Харьковской области — 21
- по Полтавской области — 30
- по Днепропетровской области — 35
- по Сталинской области — 11
- по Черниговской области — 11
- по Одесской области — 13
- по Николаевской области — 8
- по Крымской области — 13
- по Кировоградской области — 11
- по Житомирской области — 6
- по Ворошиловградской области — 5
- по Винницкой области — 17
- по Хмельницкой области — 6
- по Черкасской области — 4
- по Львовской области — 8
- по Запорожской области — 7
- по Черновицкой области — 1
- по Сумской области — 1
- по Станиславской области — 4
- по Херсонской области — 5
- по Тернопольской области — 3
- по Волынской области — 2
- по Дрогобычской области — 2

— по Белорусской ССР:
- по Минской области — 15
- по Гомельской области — 12
- по Витебской области — 8
- по Могилёвской области — 8
- по Брестской области — 4
- по Гродненской области — 3
- по Молодечненской области — 1

— по Узбекской ССР
- по Андижанской области — 3
- по Самаркандской области — 5
- по Сурхан-Дарьинской области — 1
- по Ташкентской области — 40
- по Ферганской области — 1
- по Кара-Калпакской АССР — 1

— по Казахской ССР
- по Акмолинской области — 2
- по Актюбинской области — 7
- по городу Алма-Ате — 12
- по Алма-Атинской области — 5
- по Восточно-Казахстанской области — 1
- по Гурьевской области — 2
- по Джамбулской области — 4
- по Западно-Казахстанской области — 11
- по Карагандинской области — 3
- по Кзыл-Ординской области — 1
- по Кокчетавской области — 1
- по Кустанайской области — 2
- по Павлодарской области — 2
- по Северо-Казахстанской области — 3
- по Семипалатинской области — 5
- по Южно-Казахстанской области — 3

— по Киргизской ССР:
- по Иссык-Кульской области — 1
- по Фрунзенской области — 10

— по Таджикской ССР:
- по Ленинабадской области — 2
- по городу Сталинабаду, городам и районам республиканского подчинения — 5

— по Туркменской ССР:
- по Ашхабадской области — 6
- по Красноводской области — 3
- по Марыйской области — 3
- по Чарджоуской области — 2

— по Грузинской ССР — 196, в том числе:
- по Абхазской АССР — 12
- по Аджарской АССР — 10

— по Азербайджанской ССР — 48, в том числе:
- по Нагорно-Карабахской автономной области — 2

— по остальным союзным республикам:
- по Армянской ССР — 30
- по Литовской ССР — 5
- по Латвийской ССР — 10
- по Эстонской ССР — 2
- по Молдавской ССР — 11
- по Карело-Финской ССР — 12

### 22 мая
- О награждении Украинской Советской Социалистической Республики.

- В ознаменование 300-летия воссоединения Украины с Россией и отмечая выдающиеся успехи украинского народа в государственном, хозяйственном и культурном строительстве.

- О награждении города Киева.

- В связи с 300-летием воссоединения Украины с Россией и отмечая большое значение Киева в истории русского, украинского и белорусского народов.

### 29 мая
- О награждении Российской Советской Федеративной Социалистической Республики.

- В ознаменование 300-летия воссоединения Украины с Россией и отмечая выдающиеся успехи русского народа и всех народов Российской Федерации в государственном, хозяйственном и культурном строительстве.

## Июнь

### 3 июня
- О награждении специалистов и руководящих работников животноводства Министерства совхозов СССР.

- За выслугу лет и безупречную работунаграждены — 6

- О награждении врачей и других медицинских работников, работащих в системе Министерства просвещения РСФСР.

- За выслугу лет и безупречную работу награждёно — 3

- О награждении работников науки научно-исследовательских учреждений Академии наук Грузинской ССР.

- За выслугу лет и безупречную работу награждены — 18, в том числе:

1. Бардавелидзе, Вера Варденовна — кандидат исторических наук, ст. научный сотрудник Института истории им. Джавахишвили
2. Гвахария, Георгий Владимирович — доктор геолого-минералогических наук, заведующий отделом Института геологии и минералогии
3. Джанелидзе, Александр Илларионович — действительный член АН Грузинской ССР, доктор геолого-минералогических наук, вице-президент АН
4. Джапаридзе, Леван Иванович — доктор биологических наук, заведующий отделом Института ботаники
5. Качарава, Иван Виссарионович — доктор геолого-минералогических наук, заведующий отделом Института геологии и минералогии
6. Кекелидзе, Корнелий Самсонович — действительный член АН Грузинской ССР, доктор филологических наук, ст. научный сотрудник Института истории грузинской литературы им. Шота Руставели
7. Кемулария-Натадзе, Любовь Манучаровна — кандидат биологических наук, ст. научный сотрудник Института ботаники
8. Кометиани, Пётр Антонович — член-корреспондент АН Грузинской ССР, доктор биологических наук заведующий отделом Института физиологии
9. Макаревская, Евгения Александровна — кандидат биологических наук, ст. научный сотрудник Института ботаники
10. Сабашвили, Михаил Николаевич — член-корреспондент АН Грузинской ССР, доктор сельскохозяйственных наук, директор Института почвоведения, агрохимии и мелиорации
11. Семенская, Елена Мечиславовна — доктор медицинских наук, заведующая отделом Института экспериментальной и клинической хирургии и гематологии
12. Тадеосян, Пётр Яковлевич — кандидат сельскохозяйственных наук, ст. научный сотрудник Института почвоведения, агрохимии и мелиорации
13. Харадзе, Евгений Кириллович — член-корреспондент АН Грузинской ССР, доктор физико-математических наук, директор Абастуманской астрофизической обсерватории

- О награждении работников науки научно-исследовательских учреждений Академии наук Туркменской ССР.

- За выслугу лет и безупречную работу награждены:

1. Доленко, Григорий Ильич — кандидат сельскохозяйственных наук, руководитель сектора Института земледелия
2. Петров, Михаил Платонович — доктор биологических наук, вице-президент Академии наук Туркменской ССР

- О награждении работников науки научно-исследовательских учреждений Министерства путей сообщения ССР.

- За выслугу лет и безупречную работу награждены — 5, в том числе:

1. Белоконь, Николай Иович — доктор технических наук, руководитель отделения Всесоюзного научно-исследовательского института (ЦНИИ)

- О награждении работников науки ЦНИИ геодезии, аэросъёмки и картографии Главного управления геодезии и картографии МВД СССР.

- За выслугу лет и безупречную работу награждены — 2

### 10 июня
- О награждении работников науки научно-исследовательских институтов Министерства тяжёлого машиностроения. За выслугу лет и безупречную работу[3] награждены (2 Указа)[113]:

- по городу Москве — 2
- по городу Ленинграду — 1

- О награждении работников науки научно-исследовательских институтов Министерства судостроительной промышленности по городу Москве.

- За выслугу лет и безупречную работу награждён:

- Пейсиков, Василий Иванович — кандидат технических наук, начальник лаборатории.

### 12 июня
- О награждении работников науки научно-исследовательских учреждений Министерства сельского хозяйства. За выслугу лет и безупречную работу[3] награждены (11 Указов, 122 ордена)[115]:

- по городу Москве — 35, в том числе

1. Варунцян, Исай Сергеевич — действительный член-академик ВАСХНИЛ
2. Кедров-Зихман, Оскар Карлович — академик ВАСХНИЛ и АН БССР
3. Найдин, Павел Георгиевич — профессор ВНИИ удобрений, агротехники и агропочвоведения
4. Соколов, Николай Сергеевич — профессор
5. Горленко, Михаил Владимирович — доктор биологических наук, профессора, директор Московской станции ВНИИ защиты растений
6. Рудаков, Кирилл Иванович — доктор биологических наук

- по Московской области — 24, в том числе:

1. Писарев, Виктор Евграфович — доктор сельскохозяйственных наук
2. Яблоков, Александр Сергеевич — доктор сельскохозяйственных наук, профессор

- по городу Ленинграду — 36, в том числе

1. Букасов, Сергей Михайлович — доктор сельскохозяйственных наук, профессор
2. Павлова, Нина Михайловна — доктор биологических наук
3. Селянинов, Георгий Тимофеевич — доктор сельскохозяйственных наук, профессор
4. Сизов, Иван Александрович — доктор сельскохозяйственных наук
5. Наумов, Николай Александрович — член-корреспондент Академии наук СССР
6. Старк, Владимир Николаевич — доктор сельскохозяйственных наук, профессор
7. Берёзова, Елена Фёдоровна — доктор биологических наук, профессор
8. Самойлов, Иван Ильич — академик ВАСХНИЛ, директор ВНИИ сельскохозяйственной микробиологии
9. Колясев, Фёдор Ефремович — доктор биологических наук, профессор
10. Мошков, Борис Сергеевич — доктор биологических наук, профессор

- по Ленинградской области — 4, в том числе:

1. Разумов, Виктор Иванович — доктор биологических наук, профессор
2. Чесноков, Павел Григорьевич — доктор биологических наук, профессор.

- по Тамбовской области — 3, в том числе:

1. Яковлев, Павел Никанорович — академик ВАСХНИЛ

- по Ленинградской области — 4
- по Краснодарскому краю — 5
- по Воронежской области — 4
- по Омской области — 2
- по Саратовской области — 3
- по другим регионам РСФСР — 3.